# Masirana chibusana
Masirana chibusana là một loài nhện trong họ Leptonetidae.
Loài này thuộc chi Masirana. Masirana chibusana được miêu tả năm 2000 bởi Irie.